# Bongeka Gamede
Bongeka S’Mangele Gamede (* 22. Mai 1999 in Ixopo) ist eine südafrikanische Fußballspielerin.

## Karriere

### Vereine
Sie spielt derzeit für die Mannschaft der University of the Western Cape.

### Nationalmannschaft
Sie wurde für die Weltmeisterschaft 2019 nominiert und erhielt im Vorfeld dieser, bei einer 7:2-Freundschaftsspielniederlage gegen Norwegen dann ihren ersten Länderspieleinsatz. Dort wurde sie in der 87. Minute für Kholosa Biyana eingewechselt. Bei der WM selbst verblieb sie dann aber ohne Einsatz.
Ihr nächstes Turnier war dann der Afrika-Cup 2022, wo sie nun in allen Partien der Mannschaft, bis auf das Viertelfinale und das Finalspiel zum Einsatz kam. Am Ende gewann sie mit ihrer Mannschaft so hier den Titel der Afrikameisterinnen. Im weiteren Verlauf des Jahres wurde sie noch bei weiteren Freundschaftsspielen eingesetzt.
Am 23. Juni 2023 wurde sie für den finalen Kader bei der Weltmeisterschaft 2023 nominiert. Dort erhielt sie dann im Eröffnungsspiel gegen Schweden ihr WM-Debüt.